# Startbaan

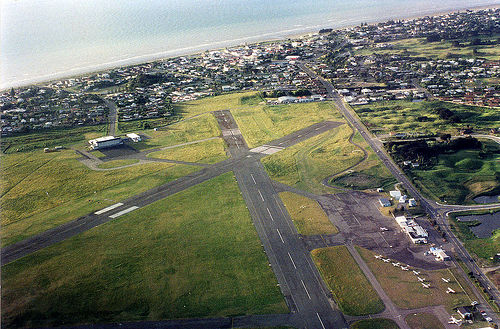
Startbanen van Paraparaumu airport in Nieuw-Zeeland

Een startbaan is een vlakke, brede strook land op een vliegveld waarvan vliegtuigen gebruik kunnen maken bij het opstijgen of het landen.
Een startbaan is in principe hetzelfde als een landingsbaan. In veel talen is er geen onderscheid, zoals bij het Engelse runway. Sommige grote, drukke vliegvelden wijzen aparte banen aan voor starten of landen, maar meestal wordt dezelfde baan afwisselend gebruikt voor de ene of de andere manoeuvre.
In zijn algemeenheid spreekt men van startbaan of kortweg baan, het woord landingsbaan wordt alleen gebruikt als de baan op dat moment voor landingen in gebruik is.
De lengte van de startbaan moet voldoende zijn om een volgeladen vliegtuig vanaf stilstand genoeg snelheid te kunnen laten maken om op te kunnen stijgen en bij het landen voldoende remweg te bieden. De breedte en het soort verharding, indien aanwezig, moeten geschikt zijn voor het type vliegtuig dat er gebruik van maakt.
De kleinste vliegvelden bestaan uit niet meer dan één (vaak onverharde) startbaan. Zo'n vliegveldje wordt wel landingsstrook of "vliegstrip" genoemd. Men vindt ze bijvoorbeeld op kleine eilanden of bij de afgelegen boerderijen (stations) in Australië.
Zijn vliegvelden (iets) groter, dan wordt de startbaan bereikt via het platform en een of meerdere taxibanen. 

## Operationele aspecten

### Actieve baan
Op vliegvelden met meer dan één baan wordt gebruikgemaakt van de active runway of de in gebruik zijnde baan. Dit is de startbaan die op dat moment daadwerkelijk in gebruik is voor starts en landingen. Men start en landt bij voorkeur met tegenwind, dus het hangt af van de windrichting welke baan open dan wel actief is. Tegenwoordig spelen ook andere factoren een belangrijke rol, zoals geluidsoverlast voor bewoners, milieuaspecten enz.
Een gesloten baan kan eventueel geopend worden als een piloot met (technische) problemen de voorkeur heeft om een andere baan te gebruiken of als die andere baan beter geschikt is voor een noodlanding. Een langere baan is vanzelfsprekend een voordeel bij noodlandingen, maar ook het ontbreken van bebouwing in de aanvliegroute of in het verlengde van de baan zijn belangrijke aspecten.

### Benodigde lengte
Voor de kleinere moderne verkeersvliegtuigen is normaal gesproken een baan van 6000 voet (1829 meter) lang genoeg voor start of landing. Voor grotere toestellen zoals een Boeing 747, Boeing 757, Boeing 767 en de Airbus A310 tot Airbus A380 is een lengte gewenst van minimaal 8000 voet (2468 meter) op zeeniveau en langer voor hoger gelegen vliegvelden.
Op zeeniveau is een baan van zo'n 10 000 voet (of boven de 3000 meter) geschikt om elk type vliegtuig te ontvangen.
Gebruikte afkortingen voor afstanden
In de luchtvaartwereld worden de volgende termen gebruikt voor afstanden op een startbaan:
- TORA - Takeoff Run Available

De beschikbare afstand op een baan waarbij de ondergrond geschikt is voor dat gebruik.
- TODA - Takeoff Distance Available

De afstand van TORA + de lengte van de clearway (indien beschikbaar)
- ASDA - Accelerate Stop Distance Available

De lengte van de takeoff run available vermeerderd met de lengte van de stopway (indien beschikbaar).
- LDA - Landing Distance Available

De totale beschikbare lengte van de landingsbaan die voorzien is van een geschikte ondergrond/oppervlakte

## Technische aspecten

### Toplaag
Startbanen kunnen een toplaag hebben van:
- gras
- grind
- beton
- asfalt
- in zeldzame gevallen staalplaten

### Onderdelen of secties
Een startbaan kent verschillende onderdelen:

Runway, met daaromheen de runwaystrip

- De runway is het volledige verharde traject en normaliter voorzien van markeringen, middenaanduiding, start- en eindmarkeringen plus uitloop-/overloopgebieden aan beide einden.
- De runwaystrip is het opgeschoonde grasgebied rondom de verharde baan. Het gebied wordt vrijgehouden van elk obstakel dat of elke begroeiing die van invloed zou kunnen zijn op het vliegtuig dat de baan gebruikt. Er is echter geen garantie dat het gebied zelf van voldoende kwaliteit is om er gebruik van te maken.

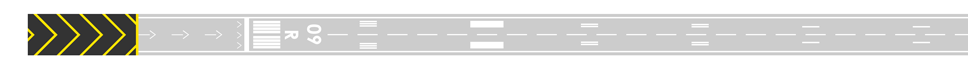
Blast pad van een startbaan

- Blast pads, ook bekend als overrungebieden of stopways, zijn meestal aangelegd direct voor het begin van de startbaan zodat de blast van de straalmotoren van grote verkeersvliegtuigen geen schade kan aanrichten aan de baan zelf. Vliegtuigen mogen deze gebieden niet gebruiken, behalve in noodgevallen als uitloopgebied.

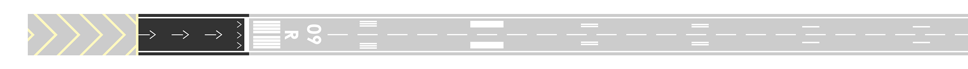
Displaced threshold op een startbaan

- Displaced thresholds voor taxiën, opstijgen en het uitrollen na de landing, maar niet voor de landing zelf (de touchdown).

### Indeling van banen naar technische uitrusting
Er bestaan drie soorten banen:
- Visual Runways of Zichtbanen voor kleine vliegvelden bestaan meestal uit een strook gras, gravel, beton of asfalt. Meestal zijn er geen markeringen aangebracht op een dergelijke baan. Deze banen kunnen alleen gebruikt worden bij goed zicht. Ze hebben soms ook een Precision Approach Path Indicator (PAPI) als hulpmiddel bij de landing.
- Non-precision instrument runways zoals gebruikt bij kleine tot middelgrote vliegvelden. Deze startbanen zijn meestal wel voorzien van markeringen (afhankelijk van de oppervlakte) zoals eindeaanduiding, middenstreep en soms een 1000 voet richtpunt. Deze banen beschikken soms ook over enkele radionavigatiemiddelen voor horizontale positie aanduiding zoals: NDB, VOR en GPS.
- Precisie-instrumentbanen, zoals gebruikt voor middelgrote en grote vliegvelden hebben (optioneel) een blast pad voor vliegtuigen met straalmotoren, begrenzingaanduiding, middenaanduiding, richtpunten en diverse andere hulpmiddelen. Tevens zijn ze voorzien van een Instrument Landing System (ILS) waarmee een precisienadering van de landingsbaan kan worden uitgevoerd zodat een vliegtuig ook bij slecht zicht een veilige landing kan maken.

#### Baanverlichting

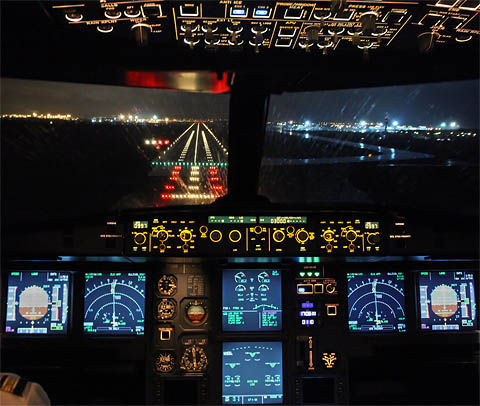
blik vanuit de cockpit van een Airbus-320 tijdens de nadering bij nacht

##### Geschiedenis
De eerste startbaan met kunstlicht werd in 1930 aangelegd bij het Cleveland Municipal Airport (tegenwoordig bekend als: Cleveland Hopkins International Airport) in Cleveland, Ohio.

##### Technische specificaties
Baanverlichting wordt gebruikt om landingen tijdens de avond en nacht mogelijk te maken. De lampen geven de contouren aan van de baan. Een landingsbaan kan enkele of alle van de navolgende types verlichting hebben:
- Runway End Identification Lights (REIL): gericht (zichtbaar vanuit de aanvliegrichting) of rondschijnend paar van synchroon knipperende lampen, geïnstalleerd aan beide uiteinden van de baan.
- Runway end lights: een combinatie van vier lampen aan elke kant van de startbaan. Bij een precision-instrumentbaan staan deze lampen naast de hele lengte van de baan. Vanuit het naderende vliegtuig zijn deze lampen groen en vanaf de baan zelf zijn ze rood.
- Runway Edge Lights: witte verhoogde lampen langs de hele lengte van de baan. Bij een precisie-instrumentbaan verandert de kleur in geel bij de laatste 2000 voet van de baan. Taxibanen onderscheiden zich door blauwe grensverlichting en/of groene middenverlichting, afhankelijk van de breedte van de taxibaan en/of complexiteit van de taxibanen.
- Runway Centerline Lighting System (RCLS): verlichting verzonken in de baan met een onderlinge afstand van 50 voet (16 meter). Wit van kleur behalve de laatste 1000 meter waar er om en om witte en rode lampen worden gebruikt.
- Touchdown Zone Lights (TDZL): een rij witte stroken licht aan beide kanten van de middenaanduiding. Aangelegd over de eerste 1000 meter van de baan, of tot halverwege als dat korter is.
- Taxiway Centerline Lead-Off Lights: afwisselend gele en groene lampen verzonken in de baan
- Taxiway Centerline Lead-On Lights: vergelijkbaar met bovengenoemde "Lead-Off" lampen.
- Land and Hold Short Lights: een rij pulserende lampen dwars over de baan om de hold short locatie aan te geven op banen die LAHSO ondersteunen.
- Approach lighting system of ALS: een systeem van lampen aangelegd op de aanvliegroutes van het vliegveld. Het bestaat uit een serie van lichtbalken of stroboscooplampen, dan wel een combinatie van beide. Deze verlichting bevindt zich in het verlengde van de banen.

De correcte werking van de verlichting, het aansturen van de diverse richtingaangevende verlichting enz. is de verantwoordelijkheid van de verkeerstoren. Naast de genoemde verlichting hebben vliegvelden vaak ook nog verkeerslichten die specifiek bedoeld zijn voor auto's en andere voertuigen die op het vliegveld rondrijden. Dergelijke gebruikers hebben deels eigen wegen over het terrein (soms enkel bestaande uit belijning op het platform), maar moeten natuurlijk ook vaak taxi- en zelfs startbanen oversteken.

#### Markeringen

##### Markeringen voor richting en ligging
Om bij de communicatie tussen de piloten en de luchtverkeersleiding vergissingen uit te sluiten, heeft elke startbaan twee aanduidingen: een voor elke richting waarin de baan gebruikt kan worden. Op het begin van de startbaan staat groot de aanduiding voor die richting. Een aanduiding bestaat uit twee cijfers, de honderdtallen en tientallen van de koers waarin de baan gebruikt wordt (eventueel aangevuld met een letter). 

Diagram van baan 09R (09 Rechts) met markeringen

Een startbaan die van oost naar west loopt zal bij aanvliegen (op koers 270°) vanuit het oosten gezien de aanduiding 27 hebben en vanuit het westen gezien (aanvliegend op koers 090°) de aanduiding 09. Bij grotere vliegvelden liggen vaak twee of meer parallelle banen. De linker krijgt dan het achtervoegsel L ("left"), de rechter het achtervoegsel R ("right"), gezien in de richting waarin een opstijgend of landend vliegtuig beweegt. Een eventuele derde baan krijgt het achtervoegsel C ("center"). Vier parallelle banen krijgen paarsgewijs een nummer met de aanduiding Left en Right, bijvoorbeeld 18L, 18R, 19L, 19R.
Het magnetische noorden heeft op aarde geen vaste richting, maar verplaatst zich in de loop der jaren zeer langzaam. Een gevolg kan zijn dat de nummering van een baan na verloop van tijd aangepast moet worden. Zo had baan "01/19" van Brussels Airport vroeger de aanduiding "02/20".

##### Markeringen voor gebruiksdoel en mogelijkheden
- Wanneer een baan wordt afgesloten voor commercieel vliegverkeer (definitief of vanwege onderhoud) wordt de aanduiding vervangen door een kruis ("X").
- De aan- en afvoerwegen naar de startbanen heten taxibanen en zijn gemarkeerd met blauwe lichten.
- Lengteaanduidingen: Er zijn diverse markeringen en aanduidingen/aanwijzingen in gebruik op een startbaan. Langere banen hebben een aanduiding voor de nog beschikbare lengte (zwart vierkant met een wit cijfer). Dit bord geeft de nog beschikbare lengte aan in een enkel cijfer die het aantal duizend voet aangeeft.

##### Markeringen - Regionale verschillen
- In Australië, Canada, Japan en het Verenigd Koninkrijk worden de 2- en 3-streeps markering voor touchdown zone vervangen door enkelstreepsmarkeringen.
- In Australië worden precisielandingsbanen alleen voorzien van een enkel-streeps touchdown zone en richtpunt. Alle non-precisiebanen hebben geen richtpunt.
- Enkele Europese landen vervangen het richtpunt door een 3-streeps touchdown-zone.
- In Noorwegen gebruikt men over het algemeen gele belijning in plaats van de gebruikelijk witte lijnen.
- Vliegvelden kunnen verschillende markeringen en apparatuur installeren aan elk einde van de baan. Om kosten te besparen wordt bepaalde precisielandingsapparatuur slechts aan één kant aangelegd, namelijk in de meest gebruikte landingsrichting van de baan.
- In het noorden van het Amerikaanse continent gebruikt men in plaats van het magnetische noorden het ware of geografische noorden, vanwege de enorme afwijking tussen de magnetische noordrichting en de geografische.

## Bijzondere startbanen

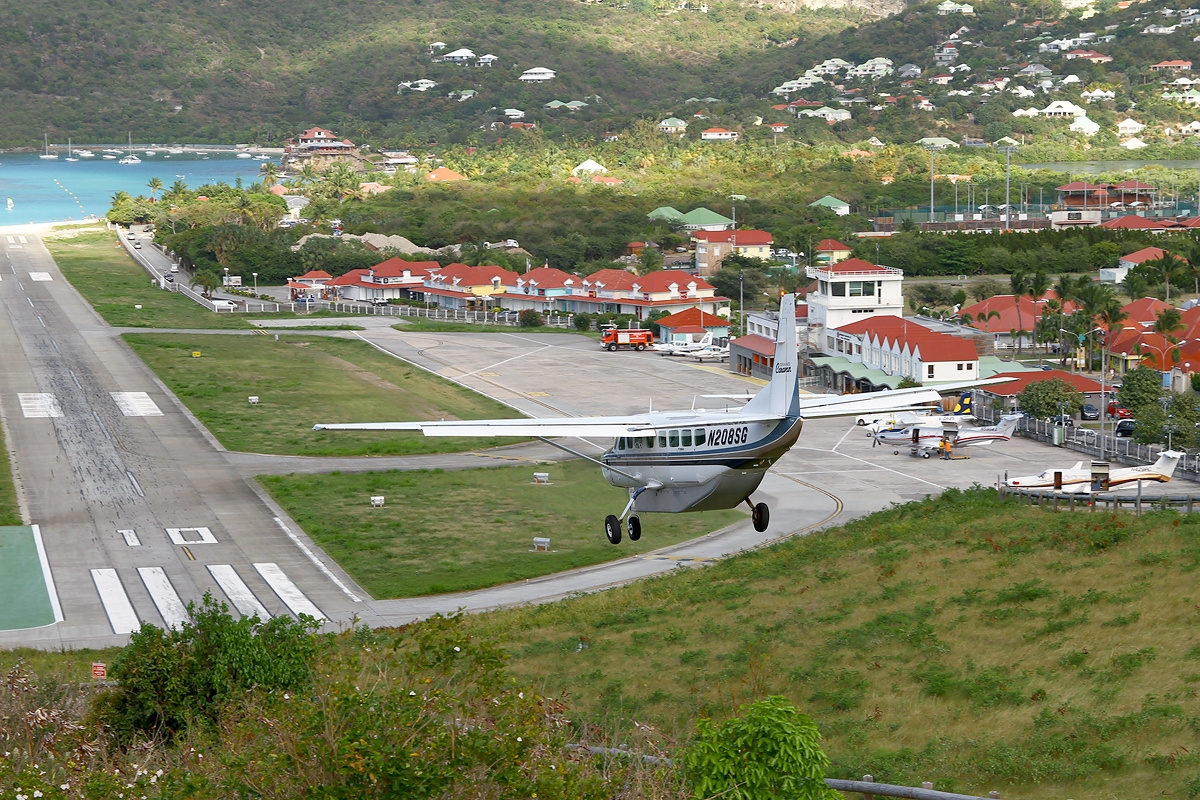
Nadering voor de landing op Luchthaven Rémy de Haenen op St. Barth eiland

- De langste startbaan ter wereld ligt op Luchthaven Chamdo Bangda in de Tibetaanse Autonome Regio met een lengte van 5500 meter.
- Aeroporto da Madeira, wanneer er een harde wind waait is de nadering naar de luchthaven een uitdaging.
- Luchthaven Rémy de Haenen op St. Barth eiland. De landing vanaf land is zeer moeilijk uit te voeren.
- Juancho E. Yrausquin Airport op Saba. Een zeer korte baan van slechts 400 meter lang met aan beide zijden een klif.